# کوریره دی پیکولی

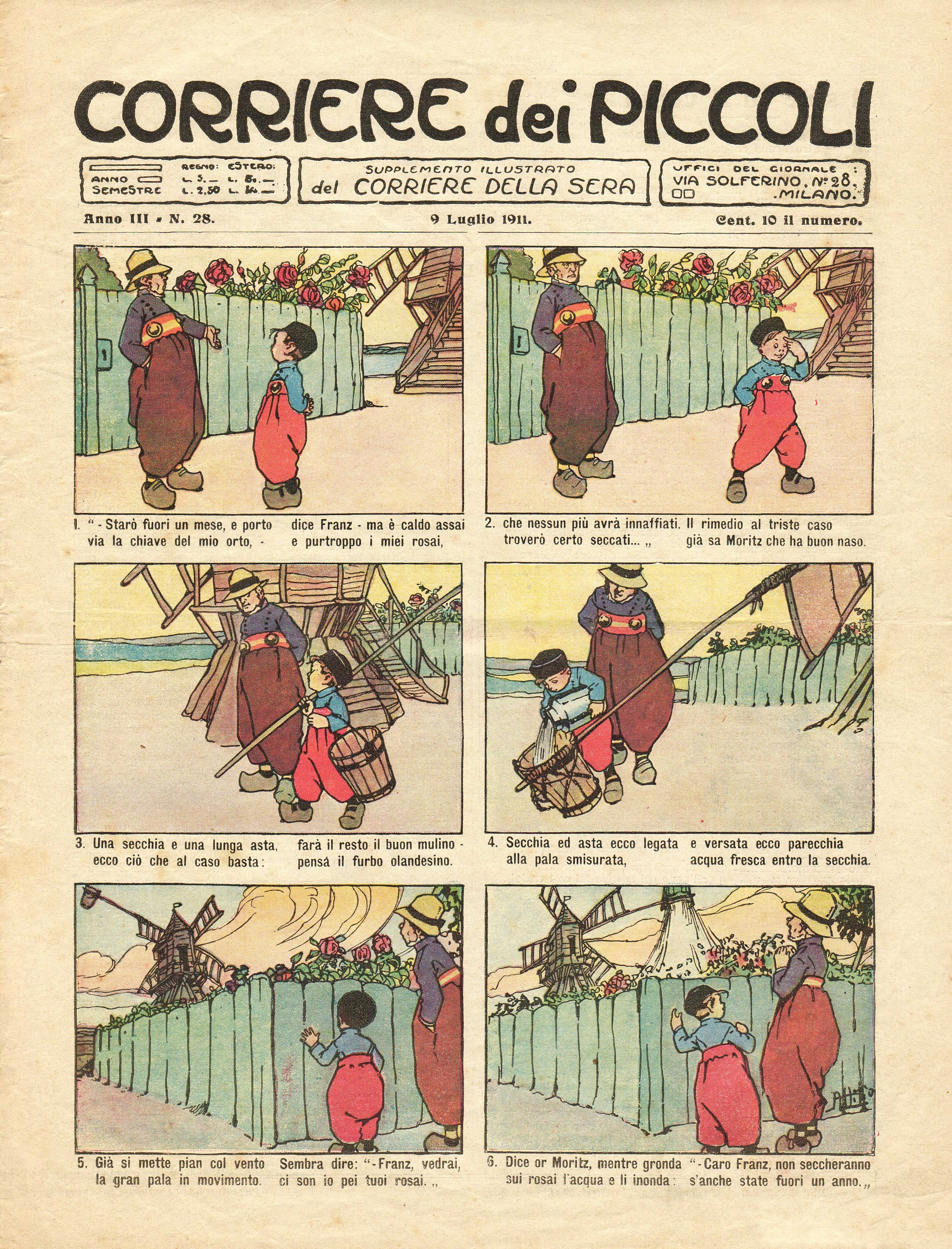
جلد نسخه ۱۱ ژوئیه ۱۹۱۱ که یک کارتون به سبک ایتالیایی بدون سخنان حباب دار است.

کوریره دی پیکولی (به ایتالیایی: Corriere dei Piccoli)، پیشتر با نام کوریره دی راگاتزی (Corriere dei Ragazzi) و نام مستعار کوریرینو (Corrierino)، یک مجله هفتگی برای بچه‌ها بود که در ایتالیا از سال ۱۹۰۸تا ۱۹۹۵ چاپ می‌شد و اولین نشریه ایتالیایی برای عادی کردن چهره چاپ داستان‌های تصویری بود.

## تاریخچه چاپ

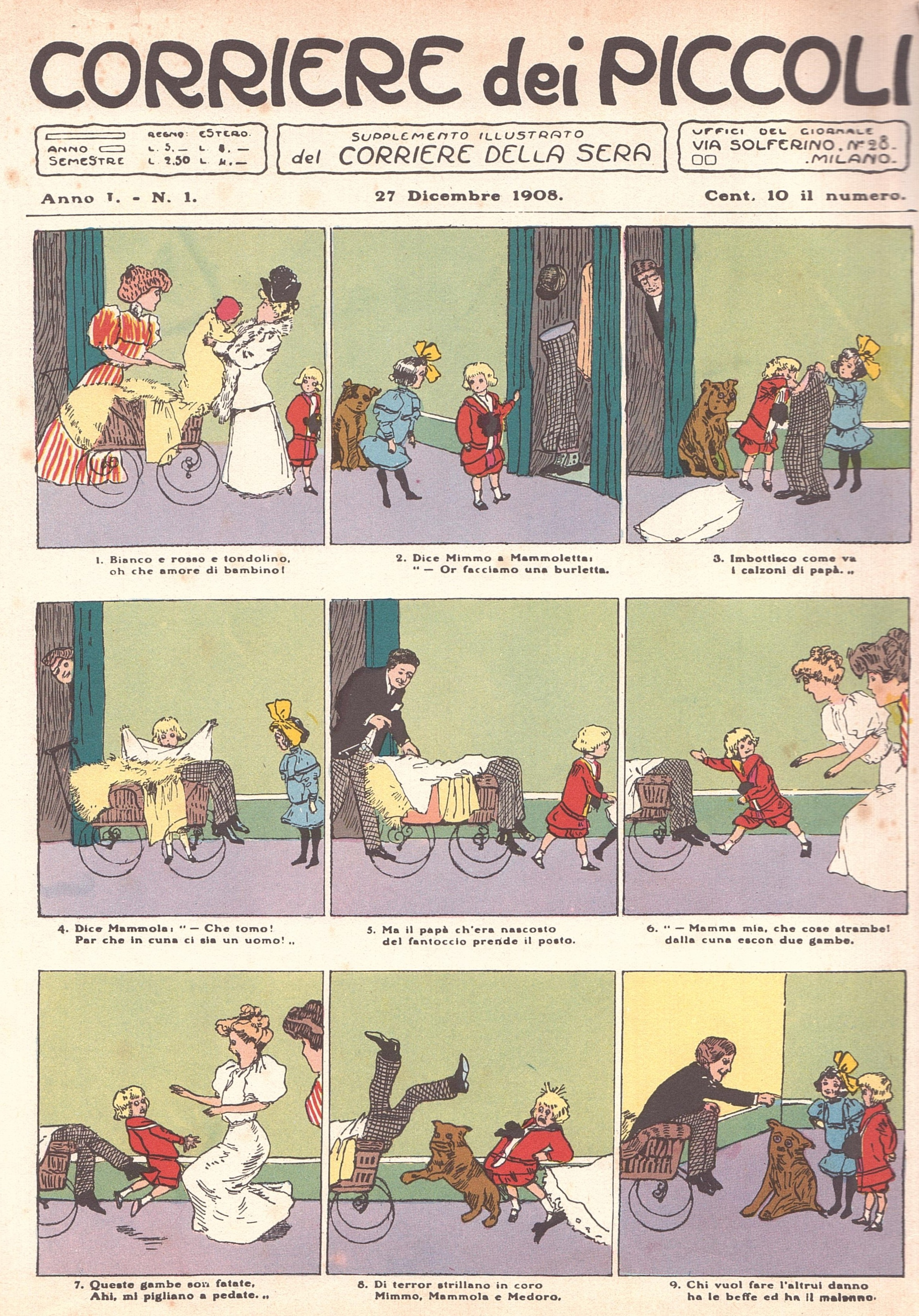
کوریره دی پیکولی سال 2022

اولین شماره (۲۴ صفحه، ۸۰٫۰۰۰ کپی) در ۲۷ دسامبر ۱۹۰۸ با سردبیری اسپاونتا فیلیپی چاپ شد. و به عنوان ضمیمه کوریره دلا سرا بود. اما همچنین به صورت جداگانه به بهای ۰٫۱۰ لیره به فروش می‌رفت، در اوج خود روزنامه ۷۰۰٫۰۰۰ کپی از آن را فروخت.
نزدیک سال ۱۹۷۰ روزنامه با مشکلات مالی نسبت به افزایش هزینه و رقابت با سایر روزنامه‌ها و کتاب‌های مصور روبرو شد. روزنامه احساس کرد که نام عجیب این ضمیمه تا حدی مورد انتقاد قرار گرفته‌است، برای همین در ۱ ژانویه ۱۹۷۲ناشر آن نام آن را از کوریره دی راگاتزی تغییر نام داد که بیشتر مورد پسند نوجوانان باشد. نام کوریره دی پکولی به عنوان یک ضمیمه کم حجم برای خواننده جوان باقی‌ماند تا ۱۵ اوت ۱۹۹۵ که آخرین شماره آن منتشرشد.

## محتوا
در سراسر تاریخچه مجله، گونه‌ها و داستان‌های زیادی در قالب داستان‌های مصور که در آن داستان‌ها، رمان‌ها، موضوعات آموزشی، اخبار، نامه‌های خوانندگان، معما و … را (معمولاً در نصف صفحه تا دو صفحه) را به تصویر کشیده بود، چاپ کرد.
اگرچه داستان نصور قبلاً در مجلات کودک ایتالیا چاپ شده بود، مثلاً Il novellino نمونه‌های آمریکایی مانند بچه زرد در سال ۱۹۰۴ چاپ کرده بود.